# 学校法人常磐大学
学校法人常磐大学（がっこうほうじんときわだいがく）は、茨城県水戸市に本部を置く学校法人である。2005年、学校法人の名称を常磐学園から常磐大学に変更。

## 設置学校
- 常磐大学大学院
- 常磐大学
- 常磐短期大学
- 常磐大学高等学校
- 智学館中等教育学校
- 常磐大学幼稚園

## 所在地
- 〒310-8585　茨城県水戸市見和1-430-1